# Стюарт Уудс
Стюарт Уудс (на английски: Stuart Woods) е плодовит американски писател, автор на бестселъри в жанровете детективски криминален роман и шпионски трилър.

## Биография и творчество
Стюарт Уудс е роден на 9 януари 1938 г. в Манчестър, Джорджия, САЩ, в семейството на Сюарт Франклин Ли и Дороти Уудс, бизнесмени. Рожденото му име е Стюарт Ли, което той променя официално през 1955 г. От 10-годишен мечтае да бъде писател.
Завършва Университета на Джорджия през 1959 г. с бакалавърска степен по социология. След дипломирането прекарва 1 година в Атланта, а след това се премества в Ню Йорк постъпвайки на обучение в рекламна агенция. В периода 1961-1962 г. си служи 10 месеца във Въздушните сили на Националната гвардия в Манхайм, Германия, като шофьор на камион.
В периода 1962-1969 г. работи като копирайтър и творчески директор по рекрамата към различни фирми в Ню Йорк, като „Батън, Бартън, Дърстайн & Осбърн“, „Пепърт, Кьониг & Лоис“, „Йънг & Рубикам“ и „Дж. Уолтър Томпсън“. Премества се да живее в Англия и в периода 1970-1973 г. е творчески директор и консултант на фирми за реклама в Лондон, Англия, а през 1973-1974 г. в Дъблин. Заедно с работата си започва и първите опити да пише криминален роман.
От 1973 г. започва активно да се занимава с ветроходство и да участва във ветроходни регати. Опитът си от участието в индивидуалната регата „OSTAR“ описва в мемоарната си книга „Blue Water, Green Skipper“, която е издадена през 1977 г. За написването на следващата си документална книга „A Romantic's Guide to the Country Inns of Britain and Ireland“ обикаля 150 хотели и гостилници в Англия, Ирландия, Шотландия и Уелс, изминавайки с колата си над 12 000 мили.
Първият му криминален роман „Шерифи“ е публикуван през 1980 г. През 1983 г. романа е екранизиран в едноименния телевизионен мини сериал с участието на Чарлтън Хестън, Дани Глоувър, Били Дий Уилямс, Стивън Колинс и Джон Гудман. Сериалът е успешен, номиниран е за наградите „Еми“ и „Еди“ и предизвиква читателския интерес към романа. Книгата е удостоена с наградата „Едгар“ за най-добър първи криминален роман.
През 1983 г. е издаден първият му роман „Бягай преди вятъра! ” от поредицата „Уил Лий“. Главен герой е находчивият и безкомпромисен бизнесмен, сенатор и накрай президент Уилям Хенри Лий, който разплита тайни заговори, шпионски афери и организирани престъпления.
През 1991 г. е публикуван първият му криминален роман „Мъртвият Ню Йорк“ от дългата му поредица „Стоун Барингтън“. Главният герой е бившия детектив от Нюйоркската полиция Стоун Барингтън, който работи като адвокат в престижна адвокатска кантора и работи по дела, с които кантората не желае да се свързва публично.
Стюарт Уудс е плодовит писател поради изискването на издателите да пише по 3 романа годишно. След петнайсетия му роман произведенията му често са в списъците на бестселърите в „Ню Йорк Таймс“.
Той е лицензиран пилот и механик. Има самолет „Чесна“, моторна лодка „Хинкли“ и е съсобственик на стара и напълно реставрирана моторна яхта „Изкусител“ построена през 1935 г.
Стюарт Уудс живее със семейството си в жилищата си в Кий Уест, Флорида, в Ню Йорк, и в Дезърт Айлънд, Мейн.

## Произведения

### Самостоятелни романи
- Chiefs (1980) – награда „Едгар“
Шерифи, изд.: „Унискорп“, София (2005), прев. Ивайла Божанова
- Under the Lake (1986)
- White Cargo (1988)
Бялата стока, изд.: „Атика“, София (1992), прев. Венцислав Градинаров
- Palindrome (1991)
- L.A. Times (1993)
- Dead Eyes (1994)
- Heat (1994)
- Imperfect Strangers (1995) – награди „Колд Кей“, „Клио“ и френска награда за криминална литература
Жената на другия, изд.: „ИК „Бард““, София (2000), прев.
- Choke (1995)

### Серия „Уил Лий“ (Will Lee)
1. Run Before the Wind (1983)
Бягай преди вятъра!, изд.: „Унискорп“, София (2006), прев. Ивайла Божанова
2. Deep Lie (1986)
Дебели лъжи, изд.: „Унискорп“, София (2007), прев. Ивайла Божанова
3. Grass Roots (1989)
4. The Run (2000)
5. Capital Crimes (2003)
6. Mounting Fears (2008)

### Серия „Стоун Барингтън“ (Stone Barrington)
1. New York Dead (1991)
Мъртвият Ню Йорк, изд.: „Прозорец“, София (1993), прев. Лазар Христов
2. Dirt (1996)
3. Dead in the Water (1997)
4. Swimming to Catalina (1998)
Нещо гнило в Ел Ей, изд.: „ИК „Бард““, София (2001), прев. Иван Златарски
5. Worst Fears Realized (1999)
Подозренията убиват, изд.: „ИК „Бард““, София (2001), прев. Иво Тодоров
6. L.A. Dead (2000)
7. Cold Paradise (2001)
8. The Short Forever (2002)
9. Dirty Work (2003)
10. Reckless Abandon (2004)
11. Two-Dollar Bill (2005)
12. Dark Harbor (2006)
13. Fresh Disasters (2007)
14. Shoot Him If He Runs (2007)
15. Hot Mahogany (2008)
16. Loitering With Intent (2009)
17. Kisser (2009)
18. Lucid Intervals (2010)
19. Strategic Moves (2011)
20. Bel-Air Dead (2011)
21. Son of Stone (2011)
22. D.C. Dead (2011)
23. Unnatural Acts (2012)
24. Severe Clear (2012)
25. Collateral Damage (2013)
26. Unintended Consequences (2013)
27. Doing Hard Time (2013)
28. Standup Guy (2014)
29. Carnal Curiosity (2014)
30. Cut and Thrust (2014)
31. Paris Match (2014)
32. Insatiable Appetites (2015)
33. Hot Pursuit (2015)
34. Naked Greed (2015)
35. Foreign Affairs (2015)
36. Amorous Entanglements (2016)

### Серия „Холи Бейкър“ (Holly Barker)
1. Orchid Beach (1998)
2. Orchid Blues (2001)
3. Blood Orchid (2002)
4. Reckless Abandon (2004)
5. Iron Orchid (2005)
6. Mounting Fears (2008)
7. Hothouse Orchid (2009)

### Серия „Рик Барън“ (Rick Barron)
1. The Prince of Beverly Hills (2004)
2. Beverly Hills Dead (2008)

### Документалистика
- Blue Water, Green Skipper: A Memoir of Sailing Alone Across the Atlantic (1977, 2012)
- A Romantic's Guide to the Country Inns of Britain and Ireland (1979)

### Екранизации
- 1983 Chiefs – ТВ мини сериал, 3 епизода, по романа „Шерифи“, участва и като актьор
- 1992 Grass Roots – ТВ филм, по романа